# Kommunistische Partei (Freie Stadt Danzig)
Die Kommunistische Partei war eine Partei in der Freien Stadt Danzig von 1921 bis 1934.

## Geschichte

### Unabhängige Sozialdemokratische Partei
Die Unabhängige Sozialdemokratische Partei Deutschlands hatte einen Landesverband in Danzig seit spätestens 1918. 1920 konnte sie Mitglieder in die Stadtverordnetenversammlung,  den Magistrat der Stadt Danzig, den Staatsrat und die Verfassunggebende Versammlung des neu entstandenen Freistaats Danzig entsenden.

### Gründung und Aktivitäten
Am 28. Januar 1921 bildeten 12 der 21 Abgeordneten die neue Fraktion der Vereinigten Kommunistischen Partei Deutschlands im Volkstag. Im Oktober 1922 spalteten sich davon sieben Mitglieder ab und bildeten eine eigene Fraktion der Kommunistischen Partei Freie Stadt Danzig. Im Juni 1923 traten diese sieben dann der Vereinigten Sozialdemokratischen Partei bei.
Die Kommunistische Partei nahm seit Ende 1923 regelmäßig an Wahlen zum Volkstag, zur Stadtbürgerschaft (Stadtverordnetenversammlung) und zu weiteren kommunalen Vertretungen des Freistaats Danzig teil. Sie stand in einer grundlegenden Ablehnung des politischen Systems. Im Volkstag fiel sie häufiger durch Provokationen auf, ihr Auftreten war dort meist grundlegend ablehnend. Sie organisierte auf den Straßen  Demonstrationen und andere Proteste. Von den anderen Parteien wurden sie abgelehnt, die Zeitungen berichteten meist negativ über sie.

### Verbot und Untergrundtätigkeiten
Am 27. Mai 1934 wurde die Kommunistische Partei verboten. Die Abgeordneten konnten ihre Mandate behalten, galten aber als parteilos. Bei den Wahlen 1935 konnten sie als Liste Plenikowski antreten und errangen zwei Mandate. Nach der Emigration von Anton Plenikowski im Oktober 1937 mussten der andere Abgeordnete Otto Langnau und der Nachrücker Paul Serotzki der Fraktion der NSDAP als Hospitanten beitreten (wie Abgeordnete anderer Parteien schon vor ihnen).
In den folgenden Jahren war die Partei im Untergrund aktiv, einige Mitglieder wurden verhaftet, andere emigrierten.
Nach 1945 zogen die meisten der überlebenden Mitglieder in die Sowjetische Besatzungszone und übten danach teilweise Leitungsfunktionen in SED und Staatsorganen der DDR aus.

## Wahlergebnisse
| Jahr | Stimmen | Anteil in % | Sitze | Anteil in % |
| ---- | ------- | ----------- | ----- | ----------- |
| 1923 | 14.982  | 9,09        | 11    | 9,17        |
| 1927 | 11.700  | 6,40        | 8     | 6,67        |
| 1930 | 20.194  | 10,21       | 7     | 9,72        |
| 1933 | 14.566  | 6,80        | 5     | 6,94        |
| 1935 | 7.916   | 3,37        | 2     | 2,78        |

## Persönlichkeiten
Es sind alle Volkstagsabgeordneten von 1921 bis 1938 angegeben
- Arthur Raube, Parteivorsitzender 1921–1927, Volkstagsabgeordneter 1921–1927, vorher 1920–1921 Stadtrat und Staatsrat für die USPD
- Emma Döll, Abgeordnete 1921–1927, bis Januar 1921 für die USPD
- Hermann Laschewski, Abgeordneter 1921–1927, bis Januar 1921 für die USPD
- Hermann Klawschinski, 1921–1924, bis Januar 1921 für die USPD
- Wilhelm Säwe, 1921–1924, bis Januar 1921 für die USPD
- weitere 7 Abgeordnete, 1921–1922 in der gemeinsamen Fraktion Kommunistische Partei Deutschlands, 1922–1923 als separate Fraktion Kommunistische Partei Freie Stadt Danzig, 1923–1924 zur Vereinigten Sozialdemokratischen Partei übergetreten
- Paul Bukmakowski, Abgeordneter 1924–1927
- Walter Hoffmann, Abgeordneter 1924–1927
- Johannes Klapps, Abgeordneter 1924–1927
- Helene Kreft, Abgeordnete 1924–1930
- Wilhelm Lischnewski, Abgeordneter 1924–1930
- Felix Raschke, Abgeordneter 1924–1935
- Robert Retzkowski, 1924–1927
- Walter Schulz, Abgeordneter 1924–1927
- Paul Malachinski, Abgeordneter 1925–1927
- Anton Plenikowski, Parteivorsitzender 1927–1937, Abgeordneter 1927–1937
- Bruno Geisler, 1927–1930
- Paul Kreft, 1927–1933
- Otto Langnau, Abgeordneter 1927–1938
- Karl Opitz, 1927–1930
- Friedrich Bartsch, 1930–1933
- Paul Serotzki, Abgeordneter 1930–1935, 1937–1938
- Meta Totzki, 1930–1935